# Dredg
Dredg (escrito comúnmente como «dredg») es una banda estadounidense de rock alternativo, formada en Los Gatos, California, en 1993, integrada por Gavin Hayes en las voces, Mark Engles en las guitarras, Drew Roulette en el bajo y Dino Campanella en la batería.
La banda comenzó a ganar fama en la escena indie con el lanzamiento de su primer álbum conceptual "Leitmotif", el cual los llevó a firmar un contrato con la discográfica Interscope Records.
Posterior a su primer álbum, dredg lanzó El Cielo en 2002, Catch Without Arms en 2005, The Pariah, The Parrot, The Delussion en 2009 y Chuckles & Mr. Squeezy en 2011.
La banda se caracteriza por su música de estilo experimental y difícil de definir, yendo desde baladas románticas hasta peculiares temas instrumentales con fuertes tendencias progresivas.

## Historia

### Primeros años (1993-1997)
Ambos residentes de Los Gatos, y los dos, apasionados por la música: Mark Engles y Dino Capanella, se conocieron en la escuela secundaria. Mientras cursaban el octavo grado, comenzaron a tocar música juntos. 
Al graduarse del bachillerato, Mark y Dino decidieron juntarse con dos viejos amigos suyos: Gavin Hayes y Drew Roulette, para formar una banda.
La agrupación fue bautizada antes de que se presentaran en un show de talentos del instituto donde cursaban sus estudios. El nombre del nuevo cuarteto, fue propuesto por Drew Roulette, y proviene de las iniciales de los 4 integrantes de la banda: Drew Roulette, Mark Engels, Dino Campanella, y G Gavin Hayes. En un sentido estricto, la palabra inglesa "dredge" significa "excavar" o "limpiar", labor para la cual existe una máquina denominada "dredg" , sin embargo, el aparato y la palabra "dredge" probablemente, poco tengan que ver con la decisión de llamar a la banda de dicha forma, pues el mismo Dino Campanella ha declarado que:

Fue hace tanto tiempo que nombramos a la banda, que ni siquiera puedo recordar honestamente el por qué la llamamos así. Ni siquiera nos gusta la forma en que suena. No sale de forma natural al hablar.
Dino Campanella

La banda en sus inicios tocaba principalmente música con un estilo marcado de rapcore y nu metal, lo cual es evidente, principalmente en sus primeros dos EPs lanzados alrededor de 1996. Actualmente solo se tiene registro del segundo EP lanzado por la banda, titulado "Conscious", El cual incluye los temas: "Juggernaut", "Ignore Me", "Conscious" y "Nuhgm", los cuales destacan por su rítmica agresiva y rápida.
La banda comenzó a tocar en diversos clubes cuando aún los cuatro se encontraban cursando sus estudios, en estos lugares, tocaban tanto canciones propias como covers de otras bandas. En 1997, la banda se dedicó a grabar su tercer EP titulado "Orph" el cual, de igual forma, fue lanzado de forma independiente en 1997. En este nuevo corte de corta duración, mostraban una leve evolución musical. La banda mantenía las melodías rápidas y agresivas, pero al mismo tiempo, se daba paso a una armonía y melodía mejor trabajadas. Fue en este EP, donde se incluía un tema instrumental por primera vez. Dicho tema, le daba el nombre al disco. La banda comenzó a ganar popularidad en la escena underground de la bahía californiana, llegando incluso a ganar fama en lugares más alejados como Boston y Nueva York.

### Leitmotif(1998-2001)

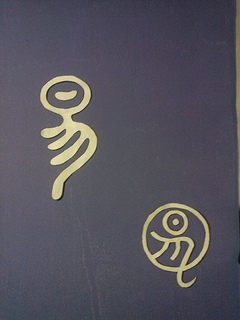
El símbolo chino de cambio "易", adoptado por dredg como logo de su banda y modificado en múltiples ocasiones.

Durante varios días, Drew Roulette se embarcó a un viaje por diversos sitios del mundo, para posteriormente regresar a trabajar con la banda a inicios de 1998 con nuevas ideas para el que sería su primer material de larga duración o LP titulado "Leitmotif", el cual sería lanzado en mayo de 1998, de nueva cuenta, de manera totalmente independiente. 
Dicho álbum era un álbum meramente conceptual, en el cual se relataba la historia de un hombre que, durante un sueño, tenía una epifanía donde un espíritu le revelaba que sufría de una enfermedad moral, y que debería viajar a través del mundo conociendo y conviviendo con diversas culturas, teniendo que aprender de ellas. Si al término de su viaje le encontraba un significado a su vida, entonces, el vería un renacer espiritual, y en caso contrario, moriría.
El álbum era una evolución total en el sonido de la banda, y aunque aún mostraban elementos cercanos al rapcore y al nü metal, las melodías y la armonía predominaban el sonido, dónde se incluían instrumentos como: chelo, piano, xilófono, y varios instrumentos de percusión. "Leitmotif" contaba con varios cortes instrumentales, y canciones llenas de armonías vocales. Para la grabación, la banda contó con la ayuda de diversos invitados, como el cantante de ópera local de Los Gatos "Gus Farwell", quien puso voz a la canción "Moviment III: Lyndon". Por su parte,  "Shannon Harris" vocalista de la banda "Spike 1000", también aportó su voz para el disco.
La banda tuvo planes de realizar una película con el concepto e historia del álbum, sin embargo, el proyecto se canceló tras la muerte de quien sería el actor protagonista de la historia.
El lanzamiento de este álbum les hizo ganar bastante reconocimiento y muy buenas críticas en diversos sitios web y revistas especializadas. Inmediatamente, y debido al éxito, Dredg se embarcó en una gira por los Estados Unidos y finalmente, el material llegó a manos de diversas discográficas, siendo finalmente Interscope Records con quien firmaría la banda. Posterior a la firma del contrato, la discográfica lanzaría una versión remasterizada de "Leitmotif" en septiembre del 2001, al mismo tiempo que la banda comenzaría a escribir nuevas canciones para su siguiente álbum de estudio, algunas de las canciones fueron grabadas como un demo y presentadas a Interscope, dichas canciones eran: "Of The Room", "Redrawing The Island Map", "Running Through Propellers", y "Papal Insignia".
Posteriormente dicho material se filtraría por internet y tomaría el nombre de "Industry Demo - 2001". 
A causa del relanzamiento de Leitmotif, la banda realizaría una gira internacional junto a otras agrupaciones como: Alien Ant Farm, Pressure 4-5, The Apex Theory, Taproot, Deadsy y Onesidezero.

### El Cielo(2002-2004)

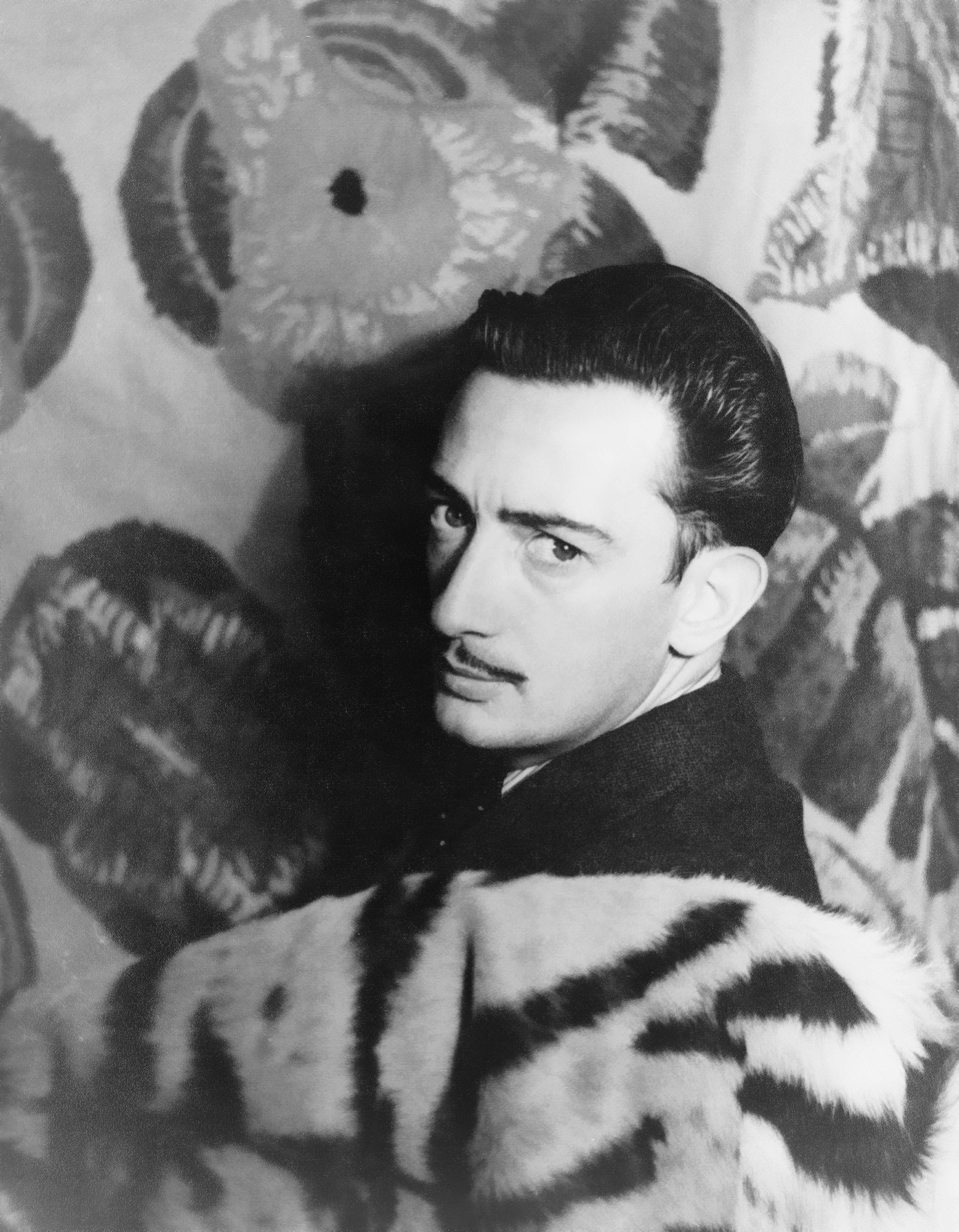
Salvador Dalí, autor del cuadro Sueño causado por el vuelo de una abeja alrededor de una granada un segundo antes de despertar que inspiró a dredg para grabar "El Cielo"

La banda continuó escribiendo material para su próximo álbum de estudio, para tomar inspiración, los cuatro integrantes solían acudíar a las zonas desérticas cercanos al Palm Desert, donde escribieron gran parte de la letra de diversas canciones del disco, el cual decidieron grabarlo en el Skywalker Ranch, propiedad de George Lucas. El segundo álbum, titulado "El Cielo", se terminó de grabar en mayo de 2002, pero tras numerosos retrasos fue lanzado en octubre de 2002. Fue producido por Ron Saint Germain, Tim Palmer y Jim Scott
Al igual que su anterior álbum, este era de nueva cuenta un álbum conceptual, inspirado en el cuadro de uno de los pintores favoritos de Drew: Salvador Dali "Sueño causado por el vuelo de una abeja alrededor de una granada un segundo antes de despertar".
Al investigar más acerca del cuadro, el concepto del álbum se expandió al tema de la parálisis del sueño y los sueños lúcidos, temas que el mismo Dali plasmaba en dicha pintura. El álbum incluía en su booklet una serie de cartas escritas por gente que en la vida real sufría del trastorno de parálisis de sueño. Varias de las letras del álbum están inspiradas o fueron tomadas de dichas cartas. Se lanzaron a su vez dos videos musicales del álbum: "Same Ol' Road" y "Of The Room".
El sonido del álbum abandonaba de una vez por todas el estilo rapcore que la banda tenía en sus inicios, para acercarse cada vez más a un rock alternativo, con muchos tintes de rock progresivo y recibió muy buenas críticas de la prensa. 
Para promocionar el álbum la banda volvió a irse de gira. Formaron parte de la SnoCore tour, junto con Sparta y Glassjaw donde dredg abriría los conciertos.
Entre el verano y otoño de 2003, la banda lanzó el DVD "Crickets", el cual podía ser comprado en diversas ferias donde la banda se presentaba. El DVD contenía un videoclip de la canción  'Same ol Road', y el b-side "Halong Bay".

### Catch Without Arms, Live at the Fillmore(2005-2006)

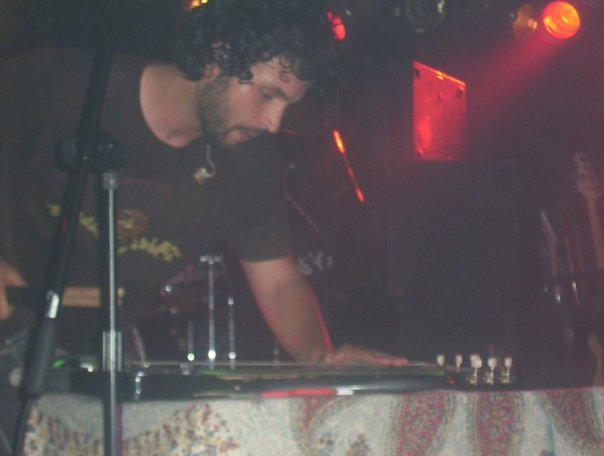
Gavin Hayes vocalista de la banda tocando la Slide guitar durante una presentación en Atlanta, Georgia el 24 de mayo de 2005.

En agosto de 2003 y durante los próximos 8 meses, durante su gira de promoción de El Cielo, comenzarían a escribir nuevo material para su siguiente álbum. Durante este tiempo tuvieron varias presentaciones en vivo compartiendo escena con Chevelle, donde comenzaron a probar varias de sus nuevas canciones en vivo. Según Gavin Hayes, la intención de la banda para este nuevo álbum era escribir algo totalmente opuesto a sus dos anteriores discos, lo cual los llevaría a escribir canciones dirigidas más hacía el gran público, pues querían escribir canciones "que tuviesen algo más de energía para los directos", pues se habían dado cuenta de que hasta el momento habían escrito música muy pasiva para los conciertos en vivo.
A finales de 2003 e inicios de 2004 tocaron junto con la banda "Sleepytime Gorilla Museum", en dichas presentaciones volvieron a tocar material nuevo en directo. 
Finalmente, entraron al estudio a finales de mayo de 2004 donde pasarían 10 meses grabando lo que sería su tercer álbum de estudio junto al productor Terry Date. Dicho álbum llevaría el nombre de Catch Without Arms, el cual, como sus antecesores, sería un álbum conceptual, aunque en este no se abordaría un solo tema, si no relataría diversos puntos opuestos: Tanto cosas positivas como negativas de un determinado tema.
Catch Without Arms es hasta la fecha el álbum de dredg más exitoso, pues se posicionó en el lugar 124 en las listas de Billboard, llegando incluso a alcanzar el primer lugar en la lista Heatseekers. El álbum contó con un sencillo promocional, el cual fue "Bug Eyes", y venía acompañado de un video musical, dirigido por Philip Andelman.
Posterior al lanzamiento del álbum la banda realizaría una gira de promoción del álbum, donde compartirían escenario con: Circa Survive, Day One Symphony, Delta Activity, Vedera, Ours y Ambulette. En 2006 formarían parte del tour "Taste of Chaos" junto a Coheed and Cambria, The Blood Brothers y MewithoutYou. Durante es mismo año Mark Engles y Dino Campanella trabajaron también en la banda sonora de la película independiente Waterborne.
El 11 de mayo de 2006, Dredg se presentó en directo en San Francisco en el mítico The Fillmore donde grabaron su primer álbum en vivo titulado "Live at the Fillmore". Fue lanzado el 7 de noviembre del mismo año. "Live at the Fillmore" contenía canciones de sus tres discos de estudio lanzados hasta ese momento, y también incluía una nueva canción titulada "The Warbler". También se incluía como bonus track de iTunes un remix de "Sang Real", hecho por el conocido productor de bandas como Gorillaz y Kasabian: Dan the Automator 
Los días 14 y 15 de septiembre de 2006, dredg se presentó en dos conciertos especiales en The Catalyst en Santa Cruz, California, tocando de manera completa "Leitmotif" el día 14 y "El Cielo" el día 15. Durante estas presentaciones, la banda tocaba canciones de Catch Without Arms antes de tocar el álbum completo de la noche. Igualmente, tocaron el día 14 una versión temprana de la canción "It's Not Worth It", canción escrita para Catch Without Arms pero que al final no fue incluida. El día 15 tocaron una versión instrumental de "Wonderous Miracle", canción que también fue escrita para Catch, pero que tuvo el mismo destino que la anterior.

### Salida de Interscope yThe Pariah, the Parrot, the Delusion(2007–2009)

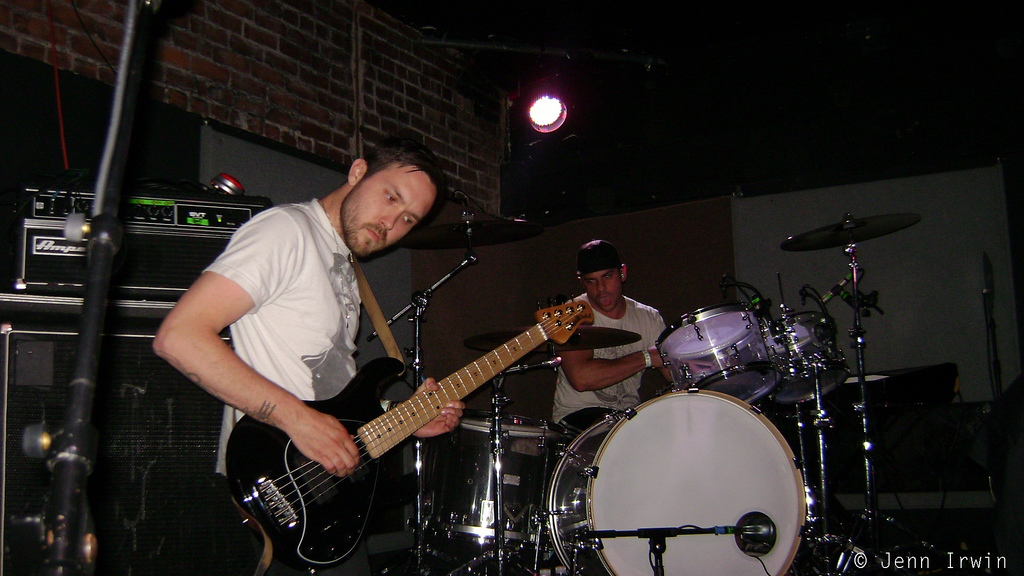
Roulette y Campanella durante un concierto en Fresno, California el 23 de abril de 2008.

El 17 de febrero de 2007, Dredg publicó en su MySpace que se encontraban produciendo lo que sería su siguiente álbum de estudio, donde también público algunos nombres tentativos de las nuevas canciones que serían incluidas en dicho álbum. Gavin Hayes publicó en su blog de Myspace blog el 8 de julio de 2007 nueva información, donde decía que la banda tenía entre 12 y 15 canciones que podrían o no formar parte del nuevo álbum. De las canciones previamente publicadas solamente unas cuantas seguían en planes de la banda.
Hayes de nueva cuenta publicó el 21 de diciembre de 2007 que el proceso de escritura para el nuevo álbum había concluido y que planeaban entrar al estudio iniciando el año 2008. Durante este tiempo la banda volvió a irse de gira durante la primavera.  El 26 de abril de 2008 la banda tocó en el festival Coachella Valley Music and Arts en California, Después de su presentación en Coachella. dredg lanzó algunos demos de las canciones que probablemente aparecerían en su nuevo álbum, que estaba previsto para febrero de 2009, en dichos demos se encontraba una canción llamada "entire new album", la cual consistía en todas las canciones del demo tocadas al mismo tiempo. Durante su gira de verano tocarían nuevas canciones, algunas de ellas quedarían finalmente en el disco y otras tantas quedarían en el camino, es el caso de "Wondrous Miracle", "It's Not Worth It", "Push Away", "Holding a Remedy Potion", "Hurricane Felix", "Pieces of Gold", "Fleeing to Mexico", "2001", "MacGuffin" y "Fucking Smile Pt. 2".
El 23 de febrero de 2009 Dredg anunció su salida de Interscope Records, la salida fue decisión de la propia discográfica más que decisión de dredg, al afirmar que "La banda ya no entraba en su modelo de negocio". Ese mismo día anunciaron de igual manera el título del nuevo álbum: "The Pariah, the Parrot, the Delusion" y anunciaron que trabajarían con Independent Label Group (ILG, la cual es parte de Warner Music) como distribuidor, y con Ohlone Recordings. El álbum fue lanzado el 9 de junio de 2009 junto con una edición limitada con un artwork alternativo y una eidción de vinilo. La banda realizó 2 videos musicales para promocionar el álbum, las pistas elegidas fueron "Information" y "I Don't Know".

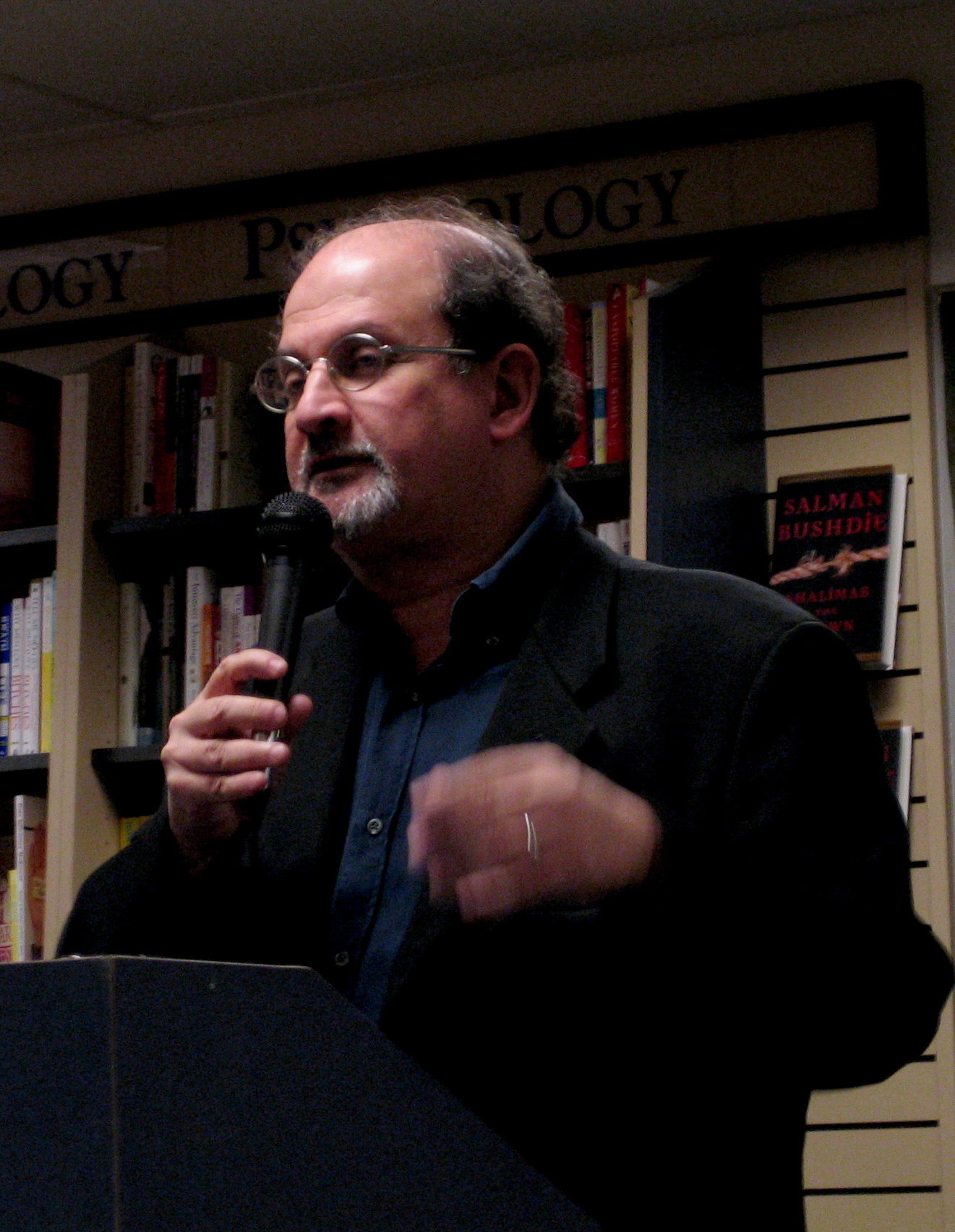
Salman Rushdie, escritor del ensayo: "Imagina que no hay cielo: Una carta al ciudadano seis billones", en el cual está inspirado el álbum "The Pariah, the parrot, the Delusion"

El álbum estaba inspirado en el ensayo: "Imagina que no hay cielo: Una carta al ciudadano seis billones". El ensayo fue escrito por el novelista Indo-Británico: Salman Rushdie, quien en 1988 causó controversia con su libro "Los versos satánicos", obra que le valdría una condena a muerte en un edicto religioso, o fatwa, emitido por el ayatoláRuhollah Jomeiní, por el supuesto contenido blasfemo del libro. La acusación de apostasía se debió a que Rushdie a través de la novela afirmaba no creer ya en el islam. Jomeiní hizo un llamamiento a la ejecución del escritor, y también a la ejecución de aquellos editores que publicaran el libro conociendo sus contenidos. La situación llegó a tal grado que Irán y Gran Bretaña rompieron relaciones diplomáticas.
The Pariah, the parrot, the Delusion por consiguiente tocaba el tema del agnosticismo y el cuestionamiento de las creencias y la sociedad. Todo el artwork del álbum estaba inspirada en una carta de correo aéreo. El artwork fue realizado por Rohner Segnitz de la banda Division Day. El álbum, como en discos anteriores de la banda, contenía interludios, en esta ocasión llamados "Stamps of Origin", en honor a una famosa cita de Charles Darwin, y al contrario de anteriores discos, estos interludios contenían letras y no eran meramente instrumentales. La banda ha declarado que este ha sido el álbum en el que más horas en el estudio han dedicado.
El 2 de octubre de 2009, dredg se presentó en SPIN's Liner Notes junto a Salman Rushdie, donde Salman dio lectura a su ensayo "Imagina que no hay cielo" para posteriormente dar paso a un concierto acústico de dredg, donde tocaron 4 canciones de The Pariah, the parrot, the Delusion, donde además tocaron una versión de su tema titulado "The Ornament", tema el cual había aparecido anteriormente en Catch Without Arms junto a la canción Matorshka de forma instrumental, pero que en diversos conciertos dredg le comenzó a poner letra, lo cual es evidente en "Live at the Fillmore" donde aparece una versión temprana de la canción.

### Chuckles and Mr. Squeezy(2010–presente)
El 23 de junio de 2010 dredg anunció en su cuenta de Twitter que pronto entrarían a grabar su nuevo álbum, y así fue, el 17 de agosto del mismo año entraron al estudio a grabar su quinto álbum de estudio con la ayuda de Dan the Automator. Contrario a anteriores lanzamientos, la banda tenía previsto sacar el disco a la venta a inicios de 2011.
El 18 de febrero de 2011, Dredg anunció vía Twitter que su quinto álbum titulado "Chuckles and Mr. Squeezy", sería lanzado el 3 de mayo de 2011.
La banda ha considerado a dicho álbum como el lado totalmente opuesto de su anterior lanzamiento: "The Pariah, the Parrot, the Delusion", pues en esta ocasión, grabaron el álbum en tan solo unos días, y las canciones fueron escritas de manera rápida, algunas de ellas eran canciones que habían escrito ya hacía mucho tiempo.
En este álbum dredg abandonó su sonido progresivo para ir a un sonido más alternativo y electrónico, el cual no fue del todo bien recibido por los fanes.

## Miembros
- Gavin Hayes - voz y guitarra.
- Drew Roulette - bajo.
- Mark Engles - guitarra.
- Dino Campanella - batería y piano.

## Discografía

### Álbumes
- Leitmotif (1999) (relanzado en 2001)
- Industry Demos (2001)
- El Cielo (2002)
- Catch Without Arms (2005)
- Live at the Fillmore (2006, en vivo)
- The Pariah, the Parrot, the Delusion (2009)
- Chuckles And Mr Squeezy (2011)

### EP
- Conscious (1996)
- Orph (1997)